# Газовый котёл
Газовый котёл — устройство для получения тепловой энергии в целях, главным образом, отопления помещений (объектов) различного назначения, нагрева воды для хозяйственных и иных целей, путём сжигания газообразного топлива. Газообразным топливом для газовых котлов чаще всего является природный газ — метан, или сжиженные углеводородные газы - пропан-бутан. На сегодняшний день во многих регионах природный газ является наиболее дешёвым видом топлива.
Принцип работы котлов заключается в том, что при подаче газа к котлу включают пьезоэлектрический розжиг. От искры зажигается запальник (пилотная горелка), который всегда горит. Подача газа к горелке при не горящем запальнике недопустима из-за возможности взрыва газа. От запальника загорается основная горелка, она греет теплоноситель в теплообменнике котла до заданной термостатом температуры, после чего автоматика отключает горелку. При падении температуры в котле, термодатчик (термопара) дает команду клапану на открытие подачи газа и горелка зажигается снова. Есть конструкции и без постояннодействующего запальника, где электрический поджиг включается автоматически. 
Более совершенные котлы имеют в себе встроенный центробежный циркуляционный насос, дымосос (специальный вентилятор для удаления продуктов горения), иногда даже встроенный ИБП.  
Следует, однако, учитывать то, что газы (и природный, и сжиженный) являются пожаро- и взрывоопасными. Кроме того, при нарушении воздухообмена (недостаточном притоке или плохой тяге в дымоходе, или возникновении обратной тяги) часть продуктов сгорания может оставаться в помещении. Это может повлечь отравление людей угарным газом (монооксидом углерода, СО). Газовые водонагреватели требуют наличия дымохода для безопасного отвода продуктов сгорания и достаточного количества приточного воздуха. Соотношение объёмов приточного воздуха к объёму сжигаемого природного газа можно приблизительно оценить как 10:1.

## Классификация бытовых газовых котлов
Существует несколько условных классификаций газовых котлов. Вот некоторые из них.

### По месту размещения

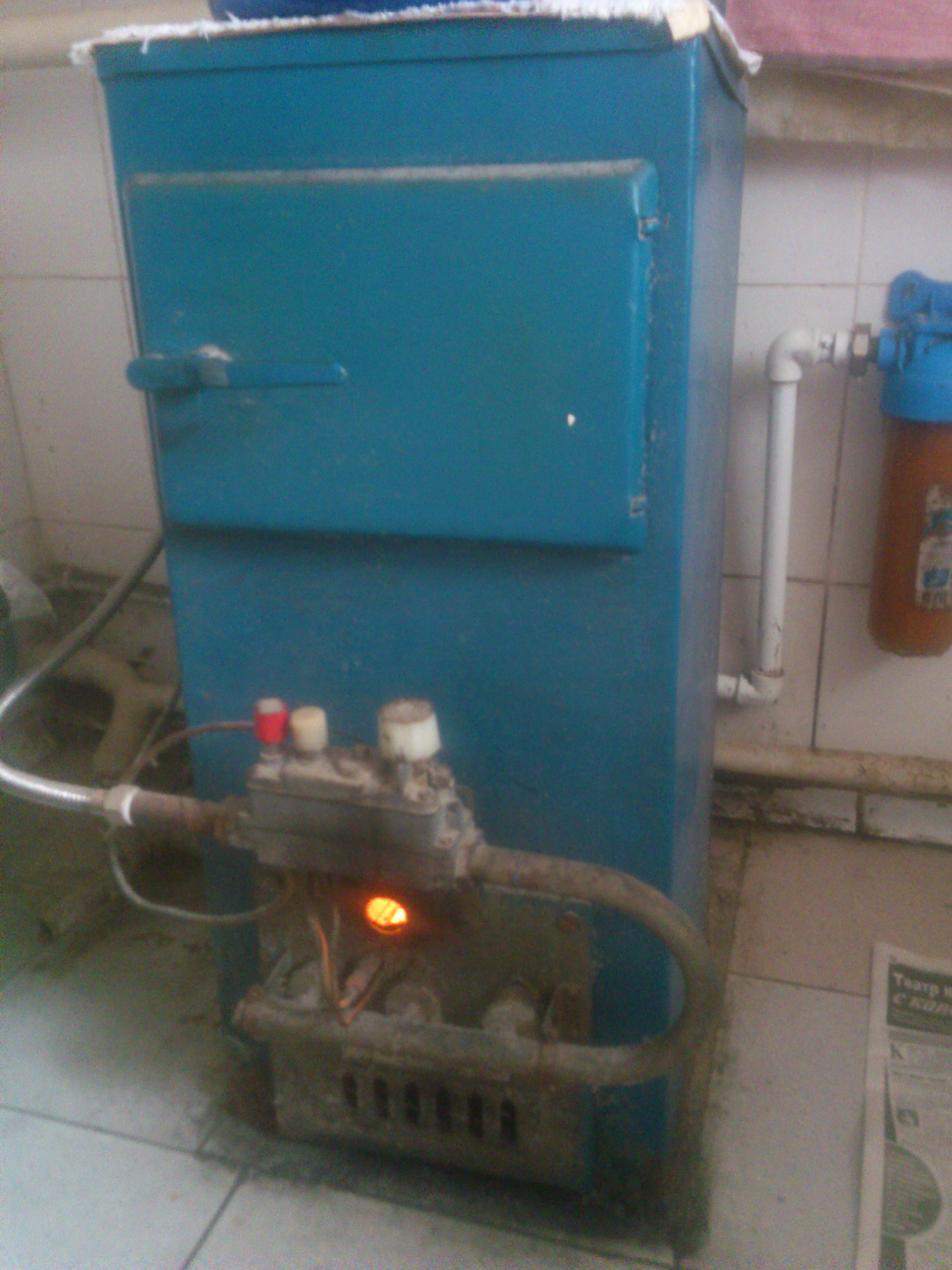
Газовый котёл из СССР, Хатынгнах, Якутия

- Напольные — размещаются на полу или специальной платформе; элементы обвязки обычно в комплект поставки не входят:
  - стальные жаротрубные котлы — характеризуются повышенной мощностью (до нескольких МВт), достаточным значением КПД; теплообменник такого котла цилиндрической формы, сварной, состоящий из стальных труб для циркуляции теплоносителя, камеры сгорания газа (внутренняя часть цилиндра), а точнее — сгорания газо-воздушной смеси, которая приготавливается и подается специальной дутьевой горелкой (часто такие котлы из-за вида горелок называют также дутьевыми).
  - чугунные газовые котлы — котлы с чугунным теплообменником чаще всего секционного типа, трубчатыми или дутьевыми горелками; со средней полезной мощностью (до нескольких сотен кВт), ограниченной значительным весом теплообменника; благодаря материалу теплообменника имеют наибольший в сравнении с другими типами срок службы, однако чугун из-за физических свойств (хрупкости) предусматривает и определённые требования к температурным режимам работы устройства; из-за значительного веса теплообменник нередко поставляется в секциях (в разобранном виде).

- Настенные — размещаются на стене или специальной раме, компактные, маломощные (до 100 кВт), с трубчатой горелкой и медным либо стальным теплообменником. К преимуществам настенных котлов относят экономию места; наличие в составе котла необходимых элементов обвязки (фактически, это не просто котел, а мини-котельная) и пульта управления.

### По функциональным возможностям
- Одноконтурные — котлы, способные в стандартной комплектации работать лишь на обеспечение отопления; если же требуется также приготовление горячей воды, к котлу необходимо подсоединить емкостный водонагреватель косвенного нагрева.
- Двухконтурные — котлы, способные обеспечивать и отопление, и нагрев горячей воды для нужд ГВС. Нагрев контура ГВС осуществляется в проточном теплообменнике (варианты исполнения: раздельный пластинчатый и коаксиальный битермический) или во встроенном емкостном водонагревателе.

### По типу тяги
- С естественной тягой (с атмосферной горелкой и с открытой камерой сгорания) — котлы, в которых забор воздуха для горения осуществляется из помещения, где расположен котел (котельная), а отвод продуктов сгорания происходит за счёт естественной тяги. Такие котлы необходимо размещать в специальных помещениях, соответствующих нормативам.[1]
- С принудительной тягой (наддувные, турбо и с закрытой камерой сгорания) — котлы, в которых забор воздуха для горения и отвод продуктов сгорания производится с улицы или, реже, другого помещения, при помощи встроенного вентилятора через особые воздуховоды малого диаметра (коаксиальный либо раздельный варианты). К преимуществам данного типа котлов относят возможность размещения в любом месте дома, в том числе в квартире (поквартирное отопление), отсутствие предварительно оборудованного стандартного вертикального дымохода большого сечения, возможность горизонтального вывода воздуховодов через стену.

### По типу розжига
- Котлы с пьезорозжигом включают вручную, нажатием кнопки. Они энергонезависимы, поэтому незаменимы там, где имеются перебои со светом.
- Котлы с электронным розжигом запускаются сами, автоматически. Плюс — экономия газа, так как запальник не горит постоянно.

### По полноте использования энергии топлива
- Конвекционные (традиционные) — используют лишь низшую теплоту сгорания. Главным принципом при проектировании системы отопления с традиционным котлом является недопущение конденсации водяных паров с растворенными в них кислотами на стенках теплообменника, топки и дымохода. Для этого необходимо, чтобы температура подающей и обратной линий различалась незначительно. Лучше всего использовать радиаторное отопление с температурными параметрами не ниже 80 °C (подающая линия) / 60 °C (обратная линия). Это гарантированно предотвратит конденсацию, которая для воды начинается при температуре 55-57 °C. Можно также использовать четырёхходовой смеситель для подмешивания теплоносителя из подающей в обратную линию котельного контура.
- Конденсационные — используют высшую теплоту сгорания топлива путём конденсации продуктов сгорания на стенках экономайзера. Для полноценной реализации эффекта конденсации необходимо добиться понижения температуры подающей, а особенно обратной линии до точки росы. Идеальным вариантом является низкотемпературное отопление типа «тёплый пол». Можно также использовать устройства, понижающие температуру обратной линии, например, использование обратного теплоносителя радиаторного контура в качестве подающего теплоносителя для контура «тёплый пол».

Газовый конденсационный котел обладает высокой эффективностью в использовании, это отопительное оборудование дает дополнительный прирост эффективности за счет использования для обогрева кроме энергии сгорания газа энергию теплоты конденсата пара. Таким образом энергия, затраченная на образование пара тоже используется и приносит дополнительную эффективность, а не выбрасывается на улицу.
Экономичная эффективность использования конденсационного котла заключается в существенной экономии газа. Этот агрегат имеет высокие показатели экологичности (количество вредных выбросов в атмосферу значительно ниже чем при использовании традиционного).
Во всех котлах применяется встроенная автоматика для обеспечения безопасности при отключении газа, пропадании тяги, снижении давления воды в системе ниже нормы.
Котлы выбираются по мощности, которая, в свою очередь, зависит от размера отапливаемого помещения . Расчёт производится на основании теплопотерь отапливаемого помещения. Для этого необходимо учесть следующие данные: отапливаемая площадь, площадь остекления (окна) и проёмов (двери, люки), толщина и материал стен, крыши (для верхнего этажа), пола (для нижнего этажа), высота потолков, тип остекления (например, двойной стеклопакет, деревянные рамы), наличие подвала, местоположение каждого помещения в доме (например, угловое) и по сторонам света. Кроме того, потребуется информация о регионе (средняя и минимальная наружные температуры в зимний период) и личные предпочтения (желаемая температура в помещении, потребность в горячем водоснабжении).
Газовые котлы получили наибольшее распространение в России потому, что магистральный природный газ является в настоящий момент одним из самых дешёвых видов топлива, при этом сжигание газа легко автоматизируется.

### Промывка газовых котлов
Газовые котлы нуждаются в периодической промывке специализированными химическими реагентами. Это нужно для увеличения срока службы агрегата и его составных частей, а также для увеличения энергетической эффективности.